# ألبرت صموئيل
ألبرت صموئيل (بالإنجليزية: Albert Samuel)‏ هو سياسي نيوزلندي، ولد في 7 يونيو 1876، وتوفي في 18 يونيو 1963. انتخب عضو مجلس النواب النيوزيلندي.